# Krystyna Marszałek-Młyńczyk
Krystyna Teresa Marszałek-Młyńczyk (ur. 9 kwietnia 1930 w Białymstoku, zm. 22 grudnia 2007 w Warszawie) – polska dziennikarka prasowa, tłumaczka i redaktorka, działaczka społeczna. Posłanka na Sejm PRL IV, V, VI, VII i VIII kadencji (1965–1985), członek Rady Państwa (1980–1983), dyrektor Instytutu Polskiego w Paryżu (1984–1986) oraz wiceminister kultury i sztuki (1986–1990). Prezydent Rady Fundacji Pamięci Ofiar Obozu Zagłady Auschwitz-Birkenau.

## Życiorys
Urodziła się w rodzinie rzemieślniczej w Białymstoku jako córka Józefa i Anny. Kształciła się w Publicznej Szkole Powszechnej przy ul. Marszałka Piłsudskiego w Białymstoku (1937–1939), następnie w okresie okupacji radzieckiej w szkole białoruskiej (1939–1941), zaś po II wojnie światowej – w Państwowym Żeńskim Gimnazjum i Liceum nr 2 w Białymstoku.
Z powodów politycznych nie przyjęto ją na studia prawnicze na Uniwersytecie Warszawskim. Ukończyła filologię romańską na Wydziale Humanistycznym Katolickiego Uniwersytetu Lubelskiego (studia odbyła w latach 1950–1955). Tematem jej pracy magisterskiej były Kobiety w powieściach Juliusza i Edmunda Goncourtów. Po powrocie do Białegostoku rozpoczęła pracę w dziennikarstwie: „Życiu Białostockim” (białostockiej mutacji „Życia Warszawy”), następnie zaś „Gazecie Białostockiej”. W pracy dziennikarskiej zajmowała się głównie regionalną tematyką społeczno-kulturalną. Była założycielką oraz redaktorem naczelnym miesięcznika „Kontrasty” (1968–1974). Jako dziennikarz wspierała działalność lokalnych towarzystw społeczno-kulturalnych, m.in. Towarzystwa Miłośników Ciechanowca, a także Towarzystwa Miłośników Ziemi Augustowskiej. Pełniła funkcję przewodniczącej zarządu Białostockiego Towarzystwa Kultury (BTK).
W 1959 wstąpiła do Stronnictwa Demokratycznego. Zaangażowała się w tworzenie Kół Młodych SD w Białostockiem, była przewodniczącą Koła Młodych przy Miejskim Komitecie SD, a także szefową Wojewódzkiej Komisji ds. Kół Młodych. Zasiadała w Wojewódzkim Komitecie w Białymstoku (1959–1976) oraz jego prezydium (1962–1976). Była również sekretarzem WK SD (1974–1976). Na szczeblu krajowym pozostawała członkiem Centralnego Komitetu (1965–1968, 1976–1981) oraz jego prezydium (1976–1981). Pełniła funkcję sekretarza CK SD (1976–1981). W wyborach w 1965 białostockie SD wysunęło jej kandydaturę na posłankę IV kadencji Sejmu PRL. Mandat pełniła również podczas V, VI, VII i VIII kadencji. Posłowała z okręgu Białystok (1965–1980), następnie zaś z Bydgoszczy (1980–1985). Jako parlamentarzystka zasiadała w Komisji Pracy i Spraw Socjalnych (1965–1976; w latach 1969–1976 jako jej wiceprzewodnicząca), Komisji Spraw Zagranicznych (1976–1980; wiceprzewodnicząca) oraz Komisji Kultury i Sztuki (1969–1985). W latach 1980–1984 była przewodniczącą tego gremium (w 1984 przez krótki okres pod nazwą Komisja Kultury). W VII kadencji Sejmu sprawowała funkcję zarządu Polskiej Grupy Unii Międzyparlamentarnej.
W okresie 1980–1983 jako jeden z dwóch członków SD zasiadała w Radzie Państwa. W latach 1983–1984 pozostawała bez pracy, następnie zaś była radcą ambasady i dyrektorem Instytutu Polskiego w Paryżu (1984–1986). Od sierpnia 1986 do lipca 1990 pełniła funkcję podsekretarza stanu w Ministerstwie Kultury i Sztuki.
W latach 1988–1990 wiceprzewodnicząca Rady Ochrony Pamięci Walk i Męczeństwa. W 1989 wchodziła w skład Obywatelskiego Komitetu ds. Rewaloryzacji Grobu Nieznanego Żołnierza w Warszawie, któremu przewodniczył gen. bryg. pil. Stanisław Skalski. W 1989 z jej inicjatywy powstał Zespół ds. Przyszłości Państwowego Muzeum w Oświęcimiu (następnie: Międzynarodowa Rada Oświęcimska). Od 1990 była prezydentem Rady Fundacji Pamięci Ofiar Obozu Zagłady Auschwitz-Birkenau, następnie zaś pełniła funkcję redaktora naczelnego pisma „Pro Memoria”, wydawanego przez Muzeum Auschwitz-Birkenau (1994–2007).
Była członkiem zarządu głównego Ligi Kobiet Polskich, Towarzystwa Przyjaźni Polsko-Radzieckiej oraz Stowarzyszenia Dziennikarzy Polskich. Działała w Towarzystwie Miłośników Ciechanowca. Wiceprzewodniczyła Radzie Towarzystw Regionalnych i Lokalnych przy Ministrze Kultury i Sztuki. Zasiadała w Prezydium Rady Naczelnej Towarzystwa Łączności z Polonią Zagraniczną „Polonia”. W okresie III RP była przewodniczącą założonej przez działaczy SD Rady Fundacji „Rodacy Rodakom”. Od 1988 sprawowała funkcję przewodniczącej Towarzystwa Polska-Australia. Działała w Stowarzyszeniu Kultury Europejskiej (SEC).
Była autorką książek i publikacji, m.in. A Polska śpi na pośmiewisko mądrej Europy (1992; o ks. Janie Krzysztofie Kluku), Rady i przesłania księdza Krzysztofa Kluka (2004), Paryski sen o sławie (2005; biografia malarza Mirosława Jana Mireckiego). W 2006 opublikowano jej wspomnienia Czas odległy a jednak bliski, w których opisywała swe życie od dzieciństwa aż po połowę lat siedemdziesiątych.
Odznaczona m.in. Złotym Krzyżem Zasługi, Krzyżami Kawalerskim i Komandorskim Orderu Odrodzenia Polski, a także Krzyżem Kawalerskim Orderu Palm Akademickich oraz odznakami „Zasłużonemu Działaczowi Stronnictwa Demokratycznego” i „Zasłużony Działacz Kultury”. Honorowy obywatel Ciechanowca (1972).

## Życie prywatne
Była córką Józefa (1903–1984) i Anny ze Zdunków (1898–1987). Rodzina ojca wywodziła się ze Śląska Cieszyńskiego, matki – z Podlasia. Ojciec brał udział w powstaniach śląskich, a także konspiracji okresu II wojny światowej. Ojcem chrzestnym był Andrzej Matulewicz (1891–1941), organista białostockiej fary rozstrzelany przez Sowietów u progu wojny niemiecko-radzieckiej.
Zamężna z dziennikarzem „Słowa Powszechnego” oraz prasy technicznej, esperantystą i działaczem SD Wirgiliuszem Młyńczykiem (1930–2001), mieli syna Przemysława.
Zmarła po ciężkiej chorobie w grudniu 2007. Została pochowana w styczniu 2008 na cmentarzu miejskim w Białymstoku.